# Robert H. Morris
Robert Hunter Morris, född 15 februari 1808 i New York, död 24 oktober 1855 i New York, var en amerikansk jurist och politiker (demokrat). Han var New Yorks borgmästare 1841–1844.
Morris ledde organisationen Tammany Hall som åtnjöt starkt stöd från invandrare. I borgmästarvalet 1844 förlorade han mot James Harper som kandiderade för ett litet främlingsfientligt parti, American Republican Party.